# Антизерский, Юрий Самуилович
Юрий Самуилович Антизерский (род. 16 февраля 1957, Москва, СССР) — российский художник-постановщик, сценограф, дизайнер, декоратор. Член Международного Союза Деятелей Эстрадного Искусства, номинант Национальной премии «Овация» 1994 г., лауреат премии МВД 2002 года, лауреат Национальной профессиональной премии в области шоу-технологий «SHOWTEX AWARDS-2005» член Международного Союза художников-графиков, член Московского Союза Художников.

## Биография
1976 — окончил Московский Архитектурный строительный техникум (МАСТ)
Получил образование архитектора на факультете ПРОМ (Архитектура промышленных зданий и сооружений) в МАРХИ. Руководителем группы был Макаревич Вадим Григорьевич (1924—1996), отец певца Андрея Макаревича.
Руководитель диплома, архитектор Павлов Леонид Николаевич.

## Семья
- Отец — Самуил Семёнович Рабинович, инженер-строитель.
- Мать — Инна Александровна Антизерская, работала в Москве врачом-онкологом в Главном военном клиническом госпитале им. Бурденко.
- Супруга — Антизерская Анна Леонидовна,
  - Дочь Анна (р. 1992)
  - Сын Никита (р. 1999)

## Премии и награды
- Номинант на соискание Национальной премии «Овация».
- Лауреат премии МВД 2002 года
- Лауреат Национальной профессиональной премии в области шоу-технологий «SHOWTEX AWARDS-2005» в номинации «Художник-постановщик»

## Членство в профессиональных сообществах
- Член Международного Союза Деятелей Эстрадного Искусства.
- Член Международного Союза художников-графиков.
- Член Союза художников

## Достижения
Осуществил сотни проектов — концерты, телевизионные программы, престижные конкурсы, фестивали, выставки, интерьеры, церемонии, свадебные торжества и прочее.
Сотрудничал практически со всеми ведущими артистами российской эстрады: Аллой Пугачевой, Филиппом Киркоровым, Ириной Алегровой, Григорием Лепсом, Николаем Басковым, Александром Буйновым, Сергеем Пенкиным, Аленой Апиной, Аркадием Укупником, Лолитой, Максимом Галкиным и многими другими.
Среди зарубежных звезд: Al Bano, Хулио Иглесиас, Дэвид Коперфильд, Патрисия Каас, Сиси Кетч, С.Фокс, группа "Quееn" и другие.
Занимался оформлением спектаклей в театрах России и антрепризных, в том числе: Центральный академический театр Российской армии, театр-кабаре «Летучая мышь», Московский государственный театр Эстрады, театр-студия Марка Розовского, театр-студия «Игроки»

## Избранные работы по оформлению

### 1984—1990
- Оформление концертной программы Аллы Пугачевой в Ереване (совместно с Анатолием Исаенко) (1984 г.)
- Оформление мероприятия в УСЗ «Дружба» в рамках XII Всемирного фестиваля молодежи и студентов (совместно с Анатолием Исаенко) (1985г)
- Оформление трех совместных концертов Аллы Пугачевой и шведской группы «Herreys» (совместно с Анатолием Исаенко) (1985г)
- Оформление церемонии закрытия Игр Доброй воли в Москве — ГЦКЗ «Россия» в 1986 году (Совместно с А. П. Мальковым). Оформление Торжественного концерта, посвященного открытию 17 съезда профсоюзов в Кремле (Совместно с А. П. Мальковым). Церемония вручения премии «НИКА»

### 1991—1995
- Оформление совместного концерта Аллы Пугачевой и группы Bobbysocks
- Оформление международного фестиваля «Ступень к Парнасу»
- Оформление телевизионного музыкального фестиваля «Песня года-93» (1993)
- Создание компании «SHOW-DESIGN», ведущей сценографической компании в России
- Оформление сольной программы Филиппа Киркорова в ГЦКЗ «Россия»
- Первая церемония вручения премии «ОВАЦИЯ»

### 1996—2000
- Главный художник журнала «Автопилот» издательского дома «Коммерсантъ»
- Учредитель и главный художник автомобильного журнала «Мотор»
- Соучредитель и главный художник винного журнала «Виномания».
- Художник и исполнительный продюсер показа Клода Монтана в Москве (Колонный зал Дома Союзов 1997 г.)
- Художник-постановщик "Бенефиса" Ирины Аллегровой в ГЦКЗ "Россия" (2000 г.)

### 2001—2010
- Художник-постановщик Российской версии мюзикла «We will rock you», режиссёр Дмитрий Астрахан
- Мюзикл-бенефис «Человек из Ламанчи» к 90-летию Владимира Михайловича Зельдин в Центральном академическом театре Российской армии (режиссёр Юлий Гусман). Спектакль-бенефис «Танцы с учителем» к 95-летию Владимира Михайловича Зельдин в Центральном академическом театре Российской армии (режиссёр Юлий Гусман). Оформление сольного концерта Патрисии Каас в Кремле
- Оформление двух сольных концертов Albano в Кремле
- Оформление и техническая разработка сцены для зала торжеств «Сафиса»
- Свадьба певицы Алсу в ГЦКЗ «Россия»
- Ледовое шоу Александра Жулина "Ледовое посвящение"

### 2011—2024
- Оформление торжественного вечера, посвященного 100-летию Владимира Михайловича Зельдина в Театре Российской Армии, режиссёр Юлий Гусман
- Детские новогодние спектакли «Ну погоди», «Маша и медведи» и т.д. в Крокусе
- Новогодние водные детские праздники «Русалочка», «Зазеркалье» в бассейне «Олимпийский», продюсер Мария Киселева
- Проект «Цирковое шоу» в Китае (не реализовано), режиссёр В. Головко
- Рождество с Григорием Лепсом 2017. Крокус Сити Холл, режиссер Феликс Михайлов
- Юбилейный концерт группы "Ариэль" в Кремлёвском Дворце съездов
- Юбилейный концерт Альбано в Кремлёвском Дворце съездов
- Ледовое шоу-спектакль Татьяны Навки " Спящая красавица. Тайна двух королевств". ледовая арена "Мегаспорт"
- Ледовое шоу-спектакль Татьяны Навки " Шахерезада". ледовая арена "Мегаспорт"

## Некоторые проекты

### В театре
- Мюзикл — «100 лет Кабаре»  в театре-кабаре «Летучая Мышь» под руководством Григория Гурвича;
- Мюзикл «Это шоу-бизнес»  в театре-кабаре «Летучая Мышь» под руководством Григория Гурвича;
- Мюзикл «Великая иллюзия» в театре-кабаре «Летучая Мышь» под руководством Григория Гурвича;
- Мюзикл «Левша» в театре-студии «Игроки».
- Проект сценографии (не реализован) для мюзикла «Норд Ост»
- Проект сценографии (не реализован) для мюзикла «Иствикские ведьмы»
- Мюзикл «Человек из Ламанчи» Театр Российской армии, режиссер Юлий Гусман;
- Спектакль «Танцы с учителем» Театр Российской армии,  режиссер Юлий Гусман;
- Проект сценографии (не реализован) для мюзикла «Яблоко раздора»
- Мюзикл «We will rock you», театр Эстрады
- Мюзикл «Любовь и шпионаж», режиссер Егор Дружинин; композитор Максим Дунаевский;
- Мюзикл «Я-Эдмон Дантес»,  режиссер Егор Дружинин; композитор Лора Квинт http://musicals.ru/russia/moscow/edmon_dantes

### В шоу — бизнесе
- Сольные программы А.Пугачевой,
- Сольная программа Филиппа Киркорова
- Сольные программы Николая Баскова
- Монсерат Кабалье и Николай Басков
- Бенефис Ирины Алегровой
- Бенефис Любови Казарновской
- Бенефис Александра Буйнова
- Сольная программа Валерии «Глаза цвета неба»
- Сольные программы Лолиты
- Сольный концерт группы «Звери»
- Сольный концерт группы «Градусы»
- Сольные программы Григория Лепса
- Концерты Максима Галкина
- Концерт Альбано
- Творческий вечер Т.Гвердцители
- Сольный концерт Патриссии Каас
- Сольный концерт хора Турецкого «10 голосов, которые потрясли мир»
- Концерт В. Преснякова-младшего
- Художник и исполнительный продюсер мюзикла «PROMISE» (США) в Кремлёвском Дворце Съездов;
- Исполнительный продюсер в Шоу Дэвида Коперфильда и Хулио Иглесиаса в Москве.
- Художник и исполнительный продюсер показа Клода Монтана в Москве — Колонный зал Дома Союзов
- Телевизионный музыкальный фестиваль «Песня года»
- Праздничный концерт, посвященный Дню Милиции
- Праздничный концерт, посвященный Дню Милиции — ГКД, 2002 г.
- Праздничный концерт, посвященный 10-летию Совета Безопасности — ГЦКЗ «Россия», 2002 г.
- Церемония закрытия Игр Доброй воли в Москве
- Главный художник празднования 50 — летия Победы на Красной Площади;
- Торжественный концерт, посвященный 40-летию полета Ю.Гагарина
- Главный художник дней Российской культуры в Польше;
- Фестиваль Польской песни в России;
- Фестиваль песни на XII Всемирном Фестивале Молодежи;
- Музыкальный фестиваль «Поколение»;
- Музыкальная фестиваль «50 х 50»;
- Международный музыкальный конкурс «Ступень к Парнасу»;
- Открытие дней России на международной книжной ярмарке (3 площадки) — Франкфурт
- Концерт, посвященный Дню России — Пекин
- Ледовое шоу-спектакль Татьяны Навки " Спящая красавица. Тайна двух королевств".

### Детские спектакли
- Новогодние спектакли: Шоу «Весёлые каникулы в Кремле», (ГКД 2001 г.) Продюсерский центр «Седьмая Радуга», режиссер Владислав Дружинин.
- Мюзикл «Незнайка собирает друзей в Кремле на Шоу чудес», (ГКД 2002 г.) ППродюсерский центр «Седьмая Радуга», режиссер Владислав Дружинин.
- «СКАЗКА.RU», (ГКД 2002 г.) Продюсерский центр «Седьмая Радуга», режиссер Владислав Дружинин.
- Шоу «День рождения Незнайки», (ГКД 2006 г.) Продюсерский центр «Седьмая Радуга», режиссер Владислав Дружинин.
- Новогоднее шоу «Бал принцесс», (ЦМТ 2008/09 г.) Продюсерский центр «Седьмая Радуга», режиссер Владислав Дружинин.
- Новогоднее шоу «АБВГДейка!» (Крокус Сити Холл 2009/10 г.) Продюсерский центр «Седьмая Радуга», режиссер Владислав Дружинин.
- Новогоднее сказочное шоу «Простоквашино и все-все-все!» (Крокус Сити Холл 2010/11 г.) Продюсерский центр «Седьмая Радуга», режиссер Владислав Дружинин.
- Новогоднее сказочное шоу «Чебурашка приглашает друзей!» (Крокус Сити Холл 2011/12 г.) Продюсерский центр «Седьмая Радуга», режиссер Владислав Дружинин.
- Новогоднее сказочное шоу «Ну, погоди! Новая история» (Крокус Сити Холл 2012/13 г.) Продюсерский центр «Седьмая Радуга», режиссер Владислав Дружинин.
- Первый масштабный проект «Новогодняя страна в Крокусе» (2013/14). Новогоднее сказочное шоу «Незнайка: Я вернулся!» (Крокус Сити Холл, режиссер Владислав Дружинин). Новогоднее цирковое представление «Маша и Медведь в цирке»(театральный VIP-зал в Крокус Экспо, режиссер Егор Дружинин.), Парк аттракционов и развлечений (Крокус Экспо). Продюсерский центр «Седьмая Радуга».
- Новогоднее сказочное мегашоу «Фиксики: Путешествие во времени!» (Крокус Сити Холл 2014/15 г.) Продюсерский центр «Седьмая Радуга», режиссер Владислав Дружинин.
- «Новогодняя страна в Крокусе» (2015/16). Новогоднее сказочное мегашоу «Новые фиксики и чудеса с Машей!» (Крокус Сити Холл, режиссер Владислав Дружинин), рождественское шоу «Волшебные пузыри Фан Янга» (театральный VIP-зал в Крокус Экспо). Продюсерский центр «Седьмая Радуга».
- «Новогодняя страна в Крокусе» (2016/17). Новогоднее сказочное мегашоу «Маша и Медведь + Три богатыря»(Крокус Сити Холл, режиссер Владислав Дружинин), новогоднее сказочное шоу «Фиксики в Стране чудес!»(театральный VIP-зал в Крокус Экспо, режиссер Андрей Крючков), интерактивное шоу «Зима в Простоквашино» в Парке аттракционов и развлечений, режиссер Наталья Анастасьева. Продюсерский центр «Седьмая Радуга».
- Новогоднее квест-шоу "Ну, погоди. Поймай звезду" (Крокус Сити Холл 2017/18 г.)  Продюсерский центр «Седьмая Радуга». Режиссер Наталья Анастасьева
- Новогоднее сказочное шоу «Главный Секрет Деда Мороза» (Крокус Сити Холл 2018/19 г.) Продюсерский центр «Седьмая Радуга», режиссер Владислав Дружинин.
- Новогодние детские представления «Русалочка», «Зазеркалье», «Миссия Одиссей» - продюсер Мария Киселева, режиссер Алексей Малыхин.
- Новогодние детские представления «Цирк Деда Мороза» (спорткомплекс Олимпийский, режиссер Вячеслав Зельцер), «Цирк Деда Мороза-2» - продюсер Андрей Лелявин

### Телевидение
- Телевизионная игра «Поле Чудес»;
- Телевизионная музыкальная передача «Программа А»;
- Телевизионный музыкальный фестиваль «Солдатская песня»;
- Телевизионный фестиваль «Браво»;
- Телевизионное шоу «Лучшие из Лучших».
- Дизайн студии для цикловой музыкальной программы авторской песни «Под гитару» для канала «Культура»
- Дизайн мобильной студии Российского канала для зимних Олимпийских игр в США
- Дизайн спортивной студии Российского канала на Шаболовке
- Международный фестиваль телевизионных фильмов в г. Саратов
- Телевизионный музыкальный фильм (мюзикл) «Звездная ночь в Камергерском»для канала РТР, режиссер Григорий Гурвич;
- Новогодний огонек на ТВЦ

### Корпоративные мероприятия
- Торжественный концерт посвященный открытию 17 съезда профсоюзов в Кремлёвском Дворце съездов;
- Праздник «160-лет Сбербанка России»
- Праздничный концерт, посвященный Дню Милиции
- Праздничный концерт, посвященный Дню Милиции — ГКД, 2002 г.
- Церемония вручения кинематографических призов «Ника»;
- Церемония вручения национальной премии «Овация»;
- Церемония вручения международной премии «Аромат года»
- Церемония вручения национальной премии «Бизнес-Олимп»
- Церемония вручения национальной премии «Российский Национальный Олимп»
- Церемония вручения международной премии «Золотой Гиппократ»
- Церемония вручения национальной премии «Икар»
- Премия «Гостеприимство»
- Торжественное открытие Года России в Германии в рамках международной книжной ярмарки — Старая опера, Франкфурт
- Вручение архитектурных премий журнала «Салон»
- Проект оформления Церемонии вручения премии «Брэнд года»
- Праздничный концерт, посвященный 10-летию Совета Безопасности — ГЦКЗ «Россия», 2002 г.
- Праздник, посвященный 120 лет HIAS — Нью-Йорк
- Новогодний вечер компании «Видеоинтернешнл»
- Юбилейный вечер МЭИ
- Презентация фирменного стиля компании «Русский алюминий»
- Праздник посвященный победе футбольной команды «Шахтер» — г. Донецк
- Оформление гала-премьер мюзиклов «Cats», «Мама Mia», «Красавица и Чудовище»
- Проект оформления празднования нового года компаний «Базовый элемент» — спорткомплекс «Олимпийский»
- Проект оформления главного новогоднего бала «Встреча Нового тысячелетия в Гостином Дворе»
- Балы в Гостином Дворе
- Юбилейный вечер, посвященный 10-летию «Субару» в России
- Презентация фирмы LG
- Презентация фирмы PANASONIC
- Корпоративные мероприятия фирмы Пантек
- Фестиваль пива в Лужниках
- Мероприятия и выставки для компании "Swarzkopf"
- Премия «Russian Hairdressing Awards» Swarzkopf
- Юбилей в Кремлёвском дворце и многочисленные корпоративные мероприятия компании "Лукойл"
- Торжественное мероприятие в честь 100 летия департамента финансов Москвы
- Мероприятие компании "РусГидро"
- 60 лет компании "АО Мосинжпроект" в Концертном зале Зарядье